# MBTPS1
MBTPS1 (Synonyme: S1P, Site-1 protease; weitere in iHOP) steht für membrane bound transcription factor protease, site 1. MBTPS1 ist eine Protease, die im Cholesterinhaushalt von menschlichen und vielen anderen eukaryotischen Zellen eine Rolle spielt. Sie gehört zu der Subtilisin-Familie der Serinproteasen.

## Funktion
Dieses Enzym spaltet in menschlichen Zellen die SREBPs (sterol regulatory element binding protein) proteolytisch und aktiviert sie dadurch zu Transkriptionsfaktoren, die dann im Zellkern die Transkriptionsrate mehrerer Gene steigern (u. a. besitzen die Gene der HMG-CoA-Reduktase, HMG-CoA-Synthase, Prenyltransferase und des LDL-Rezeptors in ihrer Promotorregion das SRE (sterol regulatory element), an welches die aktivierten SREBPs binden können). Dies geschieht nur, wenn SREBP vorher SCAP (SREBP cleavage activating protein) gebunden hat; diese Bindung löst sich, wenn SCAP Cholesterin bindet. Dadurch entsteht ein Feedback-Mechanismus, der etwa wie folgt beschrieben werden kann: Wenn wenig Cholesterin in der Zelle vorhanden ist, wird wie oben beschrieben die Transkription mehrerer Gene gesteigert, die zur Cholesterinsynthese der Zelle nötig sind, und zwar so lange, bis das gebildete Cholesterin an SCAP bindet. Es gibt noch viele andere Rückkopplungen, über die Cholesterin seine Bildung hemmt, so wird die HMG-CoA-Reductase z. B. auch direkt gehemmt.